# HEGRA

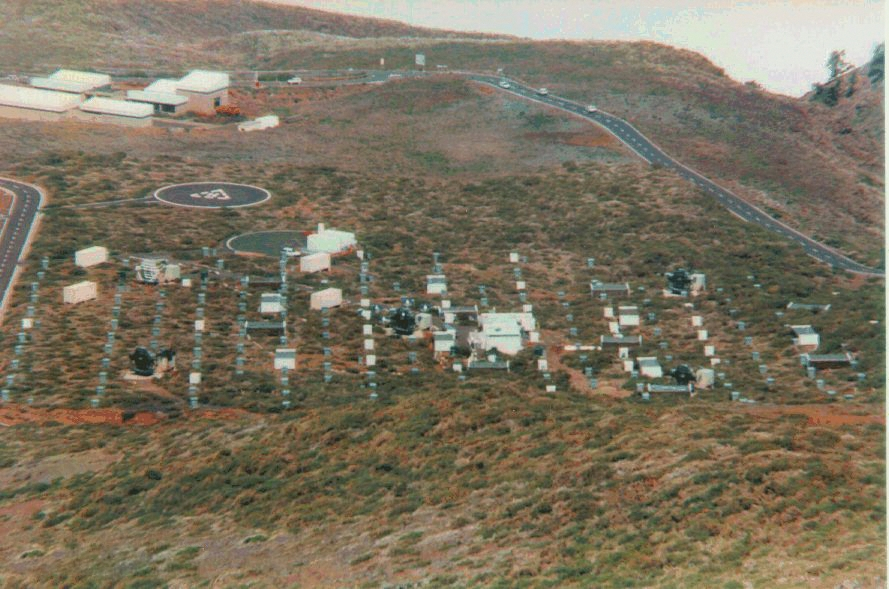
Вид HEGRA в 1997 році

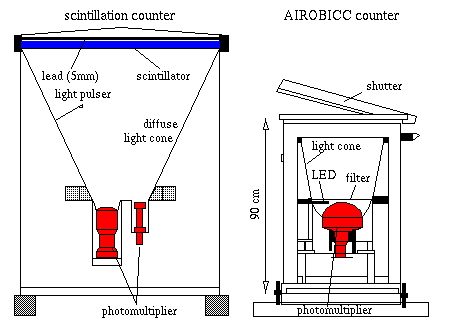
Схема конструкції сцинтиляційного лічильника та AIROBICC

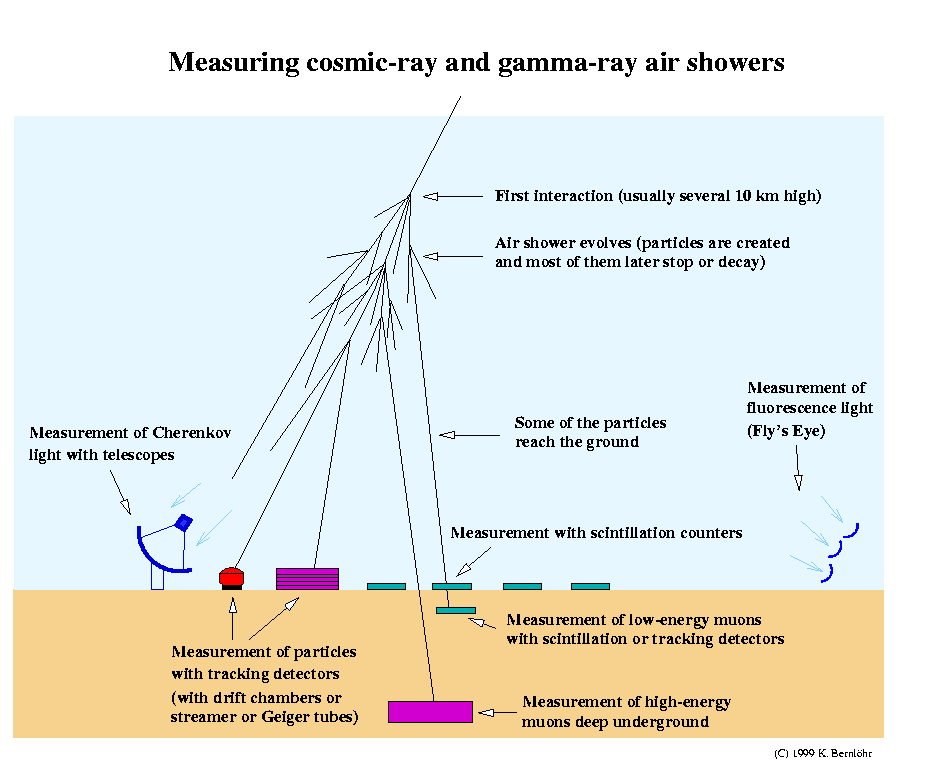
Схематичне зображення виявлення зливи космічних променів

HEGRA (англ. High-Energy-Gamma-Ray Astronomy, високоенергетична гамма-променева астрономія) — колишній атмосферний черенковський телескопом для гамма-астрономії. За допомогою різних типів детекторів HEGRA збирала дані між 1987 і 2002 роками, після чого її було демонтовано, щоб на тому ж місці побудувати її наступника, MAGIC.

## Розташування й підпорядкування
HEGRA була розташована в обсерваторії Роке-де-лос-Мучачос на острові Ла-Пальма на висоті 2200 м над рівнем моря. Обсерваторією керував міжнародний консорціум дослідницьких інститутів та університетів, таких як Інститут фізики Макса Планка в Мюнхені, Мадридський університет, Інститут ядерної фізики Макса Планка в Гайдельберзі, Університет Вупперталя та Гамбурзький університет. Обсерваторія складалась з кількох типів детекторів для спостереження вторинних частинок в атмосферних зливах.

## Конструкція
Детекторами з найнижчим енергетичним порогом були атмосферні черенковські телескопи з на основі фотоелектронних помножувачів. Вони були чутливі до злив з енергіями понад 1012 еВ (1 ТеВ), але мали спеціально дивитись в напрямку можливих джерел і могли працювати лише в ясні безмісячні ночі. Вони виявляли черенковське випромінювання від релятивістських вторинних частинок в атмосферних зливах. Поле зору становило близько 4,6°. Всього працювали 6 таких телескопів. Вони були демонтовані у вересні 2002 року. Рефлектор телескопа мав діаметр 3,9 метра і складався з 30 сферичних дзеркал. Площа рефлектора складала 5 м2.
Іншим типом детектора черенковського випромінювання був AIROBICC (англ. AIRshower Observation By angle Integrating Cherenkov Counters, спостереження повітряних злив черенковськими лічильниками з інтегруванням по куту) з одним великим фотопомножувачем, який спостерігав небо над ним. Спочатку 49 таких детекторів утворювати матрицю 7 на 7 для спостереження амплітуди та часу приходу фронту черенковського випромінювання. Пізніше були додані ще 48 детекторів. Ці лічильники мали широке поле зору, але також працювали лише в ясні безмісячні ночі, як і атмосферні черенковські телескопи. Їхній енергетичний поріг у кілька разів перевищував 1013 еВ. Зараз масив AIROBICC теж демонтовано.
Першим типом детектора HEGRA був масив сцинтиляційних лічильників площею 1 м2 кожен, які використовувалися для вимірювання кількості та часу прибуття вторинних частинок в атмосферних зливах, що досягають поверхні Землі. Працювало понад 250 таких детекторів, розташованих на площі 180 на 180 метрів. Ці детектори працювали вдень і вночі за будь-якої погоди. Енергетичний поріг масиву сцинтиляторів становив від 40 до 100 ТеВ, залежно від типу первинної частинки космічних променів. Масив сцинтиляторів зараз також демонтований.
Масив сцинтиляторів був чутливим до всіх типів заряджених вторинних частинок. Для виділення вторинних мюонів у повітряних зливах існували «мюонні вежі» площею 16 м2 кожна. На Ла-Пальмі були встановлені 17 таких детекторів.
У HEGRA працювали ще два типи детекторів: CRT (англ. Cosmic Ray Tracking, трекінг космічних променів) і CLUE (англ. Cherenkov Light Ultraviolet Experiment, ультрафіолетовий експеримент черенковського світла).

## Результати
Повітряні зливи, виявлені HEGRA, були створені частинками космічних променів в діапазоні енергій 1012−1016 еВ.
Видатним досягненням HEGRA було виявлення найбільш високоенергійних фотонів, спостережуваних від позагалактичного об'єкта, — з енергією 16 ТеВ, від Маркарян 501.